# Marco Donadel
Marco Donadel (ur. 21 kwietnia 1983 w Conegliano, Prowincja Treviso, Włochy) – włoski piłkarz grający jako pomocnik. Od 2015 roku występuje w klubie Montreal Impact.
Donadel jest wychowankiem akademii piłkarskiej AC Milan. Był kolejno wypożyczany do Lecce, Parmy, Sampdorii i Fiorentiny. Po tym jak zaliczył kilka niezłych występów, będąc na półrocznym wypożyczeniu, Viola zatrudniła go na stałym kontrakcie. W sezonie 2005-2006 cieszył się zaufaniem trenera Cesare Prendellego, który zresztą znał Donadela, z czasów gdy prowadził Parmę. W 2011 roku przeszedł do SSC Napoli. W 2013 został wypożyczony do klubu Hellas Werona. W 2015 przeszedł do Montreal Impact.
Marco Donadel był kapitanem olimpijskiej reprezentacji Włoch grającej w 2004 roku w Atenach, i zdobył z tą drużyną brązowy medal. Z tą samą drużyną wywalczył również złoty medal Mistrzostw Europy do lat 21 w 2004 roku.